# 得意快兽仔
《布斯卡!布斯卡》（日语：ブースカ! ブースカ）是1999年10月2日至2000年6月24日在东京电视台放送，圆谷制作制作的特摄电视剧。

## 概要
此部作品由參與《平成超人力霸王系列》的製作人員，因應1966年特攝劇集《快獸布斯卡》為主題的新電視劇，在播出期間也作為迷你樂隊節目播出。此外在2001年的《超人力霸王帝納 小羽歸來》中，本作的角色布斯卡、鴨助也等作為嘉賓登場，也順勢成為「Neo Frontier Space」世界觀的附屬作品。

## 演员

### 主演・準主演
- 屯田雄作 - 立澤真明
- 屯田大作 - 増田由紀夫（日语：増田由紀夫）[註 1]
- 屯田美智子 - 渡邊典子[註 2]
- 屯田妙実 - 瀬尾久美（日语：瀬尾久美）
- さやか -  斉藤麻衣（日语：斉藤麻衣）[註 3]
- オサム - 伊藤栄治
- カッちゃん - 蓮池貴人
- 楚昆 - 上條誠（日语：上條誠）
- 千花 - 田中瑞穂
- 元月 - 北岡龍貴（日语：北岡久貴）
- 泡手門之介刑事 - 宮川一朗太（日语：宮川一朗太）
- 隼人千里男刑事 - 中村浩二（日语：中村浩二）[註 4]
- 阿古 -村田洋子（日语：村田洋子）
- 松土最円 - 赤星昇一郎（日语：赤星昇一郎）[註 5]
- 凸丸 - 下地義人
- 凹丸 - 北野康広
- 梅たか子 - 柚木佑美
- 八百屋の百合子 - 菊池かほり
- 坂間壮司 - 右田昌万（日语：右田昌万）[註 6]
- 小町彌生 - 齊藤理沙[註 7]
- 日八樫一族 - 大瀧明利（日语：大瀧明利）[註 8]
- 郷林 - 関彩（日语：関彩）
- 郷馨 - 浅井暁美
- 長瀬 - 望月太郎（日语：望月太郎）

聲演
- 布斯卡 - 高戶靖廣
- 鸭大助 - 藤谷みき
- 羽次郎、フクロベエ - 増田由紀夫
- 小金澤一郎 - 沼田祐介（7）
- 十文字テン子 - 前田千亞紀（7）
- 冷蔵庫 - 神谷浩史（8）
- UFO、電話 - 幸野善之（16、37）
- ふしぎな雛の木 - 矢田耕司（21）
- 月 - 川浪葉子（26）
- 池 - 郷里大輔（26）

## 製作人員
导演: 市野龍一、北浦嗣巳、滿田穧、原田昌樹
编剧: 吉田伸、武上純希、右田昌万、川上英幸、古怒田健志、太田愛、大西信介、増田貴彦